# Pomona Park
Pomona Park é uma vila localizada no estado americano da Flórida, no condado de Putnam. Foi incorporada em 1894.

## Geografia
De acordo com o United States Census Bureau, a vila tem uma área de 8,8 km², onde 7,8 km² estão cobertos por terra e 1 km² por água.

### Localidades na vizinhança
O diagrama seguinte representa as localidades num raio de 32 km ao redor de Pomona Park.

## Demografia
Segundo o censo nacional de 2010, a sua população é de 912 habitantes e sua densidade populacional é de 116,2 hab/km². Possui 500 residências, que resulta em uma densidade de 63,7 residências/km².